# Куликов, Владимир Александрович
Владимир Александрович Куликов (25 октября 1966, Дзержинск — 2 мая 1995) — советский и российский самбист, серебряный призёр первенств России среди юношей, победитель (1991) и серебряный призёр розыгрышей Кубка СССР, серебряный призёр чемпионата России 1993 года, чемпион (1993) и бронзовый призёр (1992) чемпионатов Европы, бронзовый призёр чемпионата мира 1992 года. Мастер спорта СССР международного класса. Выступал в лёгкой весовой категории (до 62 кг). Наставником Куликова был Заслуженный тренер России Владимир Зинчак. В Дзержинске проводится ежегодный международный турнир по самбо памяти Владимира Куликова.

## Спортивные результаты
- Кубок СССР по самбо 1989 года — ;
- Кубок СССР по самбо 1991 года — ;
- Чемпионат России по самбо 1993 года — ;